# براگی

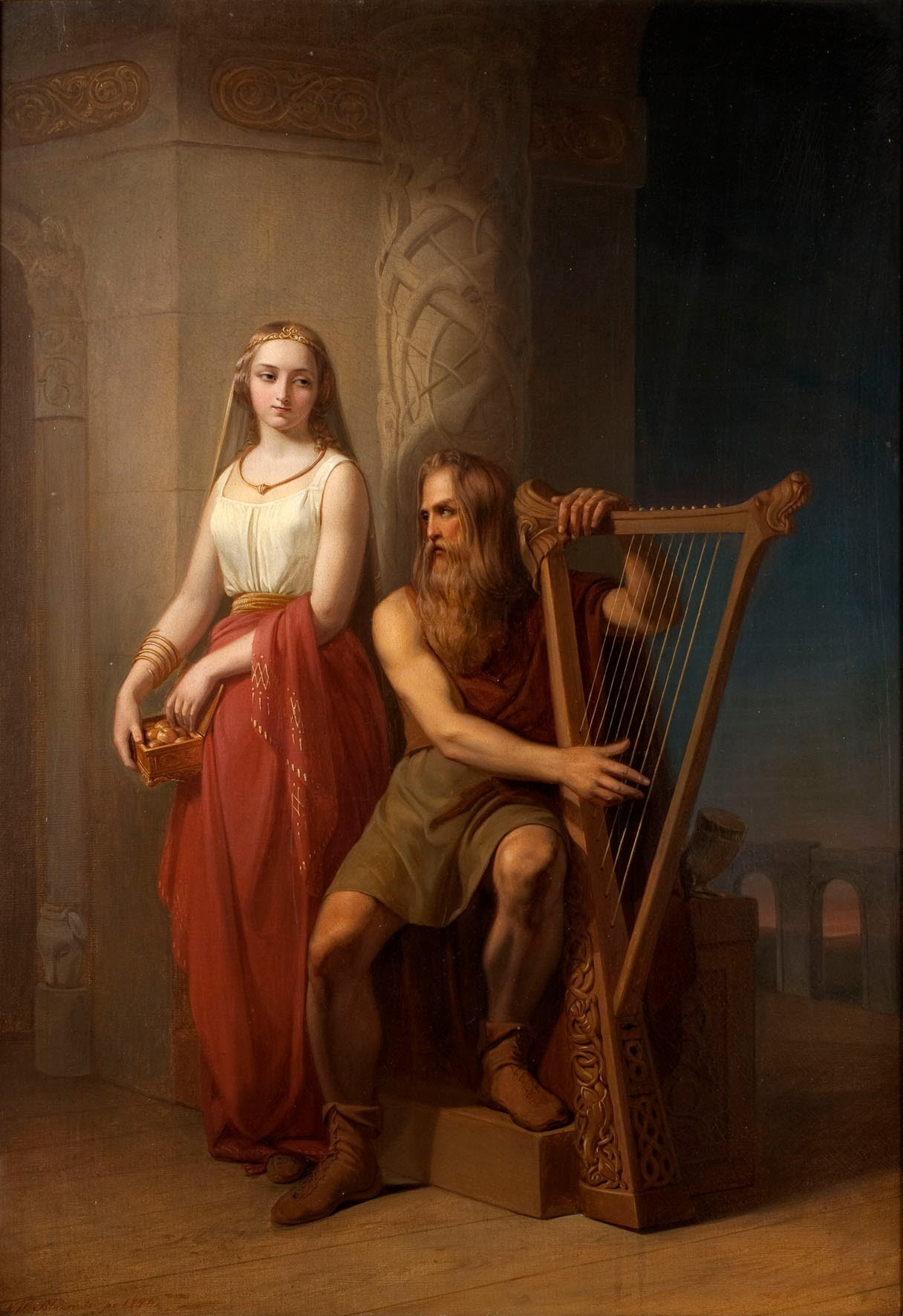
براگی در حال چنگ‌زدن به همراه همسرش ایدون در نقاشی از نیلز بلومر ۱۸۴۶

براگی در اسطوره‌شناسی اسکاندیناوی ایزد سخنوری و شعر بود. او فرزند اودین و فریگ و همسر ایدون، الهه حاصلخیزی و جوانی بود. او به شکل پیرمردی با ریش‌های بلند، که در هنگام ورود به والهالا به جنگجویانی که در نبرد کشته شده بودند، خوش‌آمد می‌گفت.
همسرش ایدون، سخنان را بر روی زبانش کنده‌کاری کرده بود که شاید روزی بیشتر از یک استاد واژگان بشود. او اشعار را با الهام گرفتن از انسان‌ها به وسیلهٔ اجازه دادن برای نوشیدن شهد شعر می‌نواخت. به افتخار پادشاه مرده با خوردن جام براگی سوگند یاد کرد. قبل از اینکه پادشاه بر تاج و تخت بنشیند، او از آن جام نوشید. او از معدود ایزدانی است که گفته شده توسط هر فردی در تمام طبقات جهان مورد احترام بود. به جای اینکه یک جنگجو باشد، دربارهٔ صلح و سیاست سخنرانی می‌نمود. او سخنوری فوق‌العاده، دارای صدایی زیبا، استعداد والایی در موسیقی و اجرایی که می‌توانست هر مخاطبان را جذب به خود کند داشت.

## شواهد
اسنوری استورلوسون در گیلفاگینینگ پس از توصیف اودین، ثور و بالدر می‌نویسد:
کسی است که براگی نام دارد: او به خاطر خرد و بیش از همه به دلیل سخنوری و مهارت در استفاده از کلمات شهرت دارد. او بیشتر مهارت اسکالدها را می‌شناسد، و به نام او مهارت یا هنر اسکالد را براگر می‌نامند، و با الهام از نام او است که فردی را براگر مرد یا زن می‌نامند، که در فصاحت از دیگران، چه زن و چه مرد، برتر است. همسرش ایدون نام دارد.
اسنوری در اسکالدزکاپارمال می‌نویسد:
چگونه می‌توان براگی را به‌طور خلاصه توصیف کرد؟ با خطاب او به عنوان شوهر ایدون، نخستین خالق شعر، و ایزد ریش بلند (به نام او، مردی که ریش بلندی دارد، براگی ریشو نامیده می‌شود)، و پسر اودین.
اینکه براگی پسر اودین است، تنها در اینجا و در برخی نسخه‌های فهرست پسران اودین به وضوح ذکر شده است. اما «پسر آرزو» در بند ۱۶ از شعر لوکاسنا می‌تواند به معنای «پسر اودین» باشد و توسط هولاندر به عنوان خویشاوند اودین ترجمه شده است. مادر براگی احتمالاً فریگ است.
در آن شعر، براگی ابتدا لوکی را از ورود به تالار منع می‌کند، اما اودین مانع او می‌شود. سپس لوکی با تمام ایزدان و ایزدبانوانی که در تالار هستند، به استثنای براگی، خوش آمدگویی می‌کند. براگی سخاوتمندانه شمشیر، اسب و یک حلقهٔ بازو را به عنوان هدیهٔ صلح پیشکش می‌کند، اما لوکی تنها با متهم کردن براگی به بزدلی و ترسو بودن، به اینکه او از بین تمام آسیر و اِلف‌های داخل تالار، از جنگیدن بیشتر می‌ترسد، پاسخ می‌دهد. براگی پاسخ می‌دهد که اگر آن‌ها بیرون از تالار بودند، سر لوکی را از بدنش جدا می‌ساخت، اما لوکی دوباره اتهام را تکرار می‌کند. وقتی همسر براگی، ایدون، سعی می‌کند براگی را آرام کند، لوکی او را به در آغوش گرفتن قاتل برادرش متهم می‌کند، اشاره‌ای به منابعی که اثری از آن‌ها باقی نمانده است. ممکن است براگی برادر ایدون را کشته باشد.

## در فرهنگ عامه
براگی در سال ۲۰۰۲ در بازی استراتژی هم‌زمان عصر اسطوره‌ها اثر استودیوی انسمبل حضور دارد، جایی که او یکی از ایزدان فرعی است که بازیکنان نورس می‌توانند برای پرستش انتخاب کنند.